# Wojownicze Żółwie Ninja II: Tajemnica szlamu
Wojownicze Żółwie Ninja II: Tajemnica szlamu (ang. Teenage Mutant Ninja Turtles II: The Secret of the Ooze; inne tłum. Wojownicze Żółwie Ninja II: Tajemnica Ooze) – amerykańsko-hongkoński przygodowy film akcji z 1991 roku, zrealizowany na podstawie serii komiksów o Wojowniczych Żółwiach Ninja.

## Opis fabuły
Cztery waleczne żółwie – Leonardo, Raphael, Michaelangelo i Donatello muszą odnaleźć tajemniczą substancję zwaną szlamem, dzięki której żółwie i Splinter zmutowały się. Ich wróg Shredder dostaje ją jednak pierwszy. Żółwie muszą natychmiast go powstrzymać zanim będzie za późno.

## Obsada
- Paige Turco – April O’Neil
- David Warner – profesor Jordan Perry
- Ernie Reyes Jr. – Keno
- Leif Tilden – Donatello
- Adam Carl – Donatello (głos)
- Mark Caso – Leonardo
- Brian Tochi – Leonardo (głos)
- Michelan Sisti – Michaelangelo
- Robbie Rist – Michaelangelo (głos)
- Kenn Troum – Raphael
- Laurie Faso – Raphael (głos)
- Kevin Clash – Splinter
- François Chau – Shredder / Oroku Saki
- David McCharen – Shredder / Oroku Saki (głos)
- Toshishirō Obata – Tatsu
- Mark Ginther – Rahzar
- Frank Welker –
  - Rahzar (głos),
  - Tokka (głos)
- Kurt Bryant – Tokka
- Kevin Nash – Super Shredder
- Vanilla Ice – on sam